# 李敏 (花样游泳运动员)
李敏（1976年2月20日—），女，中国花样游泳运动员。她曾参加了1996年亚特兰大奥林匹克运动会以及2000年悉尼奥林匹克运动会。她也参加了1994年亚洲运动会和1998年亚洲运动会。